# Кміт Юрій
Юрій Кміт (псевдоніми і криптоніми: Задуманий, Ю., К., Ю. К.; 24 квітня 1872, Кобло, нині Старосамбірський район Львівська область — 25 червня 1946, Татаринів, нині Городоцький район Львівська область) — український письменник і публіцист, етнограф Бойківщини і літературознавець, громадський діяч і священник УГКЦ.
Автор оповідань із життя селян, п'єс, статей про І. Котляревського, Т. Шевченка, І. Карпенка-Карого та про західно-європейських письменників.

## Біографія
Юрій Кміт народився 24 квітня 1872 року в селі Кобло на Старосамбірщині. Навчався у Самбірській гімназії, Львівській духовній семінарії. Отець Юрій Кміт душпастирував у Сокальському, Яворівському, Камянко-Бузькому, Старосамбірському, Турківському і Городоцькому районах. Майже 30 років був парохом у с. Чайковичі на Самбірщині. Постійно займався релігійно-моральним вихованням шкільної молоді, вів уроки катихизації. Брав активну участь у національно-визвольних змаганнях як шкільний інспектор Рудківського повітового комісаріату ЗУНР, капелан Українських січових стрільців. Юрій Кміт завжди був там, де треба було виявити живу думку, почати новий напрям у праці, збудити в людях віру у власні сили.
Помер о. Юрій Кміт 25 червня 1946 року і похований біля церкви в с. Татаринів Городоцького району.

## Основні праці
На початку ХХ століття він став членом наукового Товариства ім. Т. Шевченка, публікувався у його виданнях, співпрацював з І. Франком, М. Грушевським, В. Гнатюком. Тоді ж опубліковані збірки його новел «Житє», «Взатінку, й на сонці», «З гір», «Тремтіння душі», «Пятдесятлітне подруже», п'єса «Подруже», повість «Сотрудник», низка літературознавчих статей, наукових розвідок з етнографії Бойківщини, історії Галичини. Великим успіхом у сучасників користувалися усні й опубліковані проповіді о. Юрія Кміта, що торкаються найглибших проблем людського існування, у них є безліч думок і практичних порад щодо виховання дітей, самовдосконалення християнина й громадянина.
У 1991 році в с. Кобло відкрито історико-краєзнавчий музей, в основу якого покладено матеріали про життя і діяльність Юрія Кміта, графічні роботи етнографа-художника Володимира Шагали, а в 1993 році тут споруджено пам'ятник о. Юрію Кміту.